# ميتشيل بيكر
وينيفرد ميتشيل بيكر (بالإنجليزية: Mitchell Baker)‏ والمعروفة بميتشيل بيكر، هي رئيسة مجلس إدارة والمديرة التنفيذية السابقة لشركة موزيلا، أحد فروع مؤسسة موزيلا التي تنسق تطوير تطبيقات الإنترنت مفتوح المصدر موزيلا، بما في ذلك متصفح الويب موزيلا فايرفوكس، وعميل البريد الإلكتروني العميل موزيلا ثندربرد.
التحقت بيكر بتدريب يؤهلها للمحاماة؛ فصاغت العديد من أعمال وسياسات الشركة. كما كانت ضمن مجلس الإدارة في كل من مؤسسة موزيلا وشركة موزيلا. وفي عام 2005، جاءت بيكر ضمن القائمة السنوية لأكثر 100 شخصية مؤثرة في العالم بحسب مجلة التايم؛ ومنحتها مؤسسة موزيلا بامتنان شديد لقب «رئيسة مروضي السحالي».
وقد عملت ميتشيل مديراً عاماً في مشروع موزيلا منذ عام 1999. كما عملت مديراً تنفيذياً في شركة موزيلا حتى كانون الثاني 2008، حيث شجعها النمو السريع للمؤسسة إلى اقتسام مسئولياتها بإضافة مدير تنفيذي. وهي تقوم بتنسيق الأمور المتعلقة بالأعمال والسياسات وهي أيضاً عضو في مجلس إدارة مؤسسة موزيلا ومجلس إدارة شركة موزيلا. ولا تزال ميتشل تشارك بعمق في تطوير عروض المنتجات التي تعزز من مهمة تعزيز وتقوية الأفراد. كما تتولى أيضاً الإدارة الشاملة للعمليات الخاصة بشركة موزيلا والمتضمنة في رسالتها. في عام 2005، أوردت مجلة تايم اسمها في القائمة السنوية لأهم 100 شخصية مؤثرة في العالم.

## التعليم والحياة العملية
حصلت بيكر على درجة بكالوريوس في الدراسات الشرقية بدرجة امتياز من جامعة كاليفورنيا الواقعة في مدينة بيركيلي، عام 1979. وفي عام 1987، نالت درجة الدكتوراه في القانون من جامعة بولت هول، جامعة كاليفورنيا؛ ليتم قبولها كعضو بنقابة المحامين ولاية كاليفورنيا في العام ذاته.
ومن يناير 1990 حتى أكتوبر 1993، عملت كشريك ومساعد للحقوق الفكرية الخاصة بالشركات في فينويك&ويست للمحاماة. كان هذا المنصب بمثابة المران بالنسبة لبيكر؛ إذ تخصصت في تقديم الخدمات القانونية للشركات التكنولوجيا المرموقة. ولاحقًا، عملت بيكر لصالح شركة صن مايكروسيستمز (Sun Microsystems) شاغرة منصب مساعد المستشار العام من نوفمبر 1993 حتى أكتوبر 1994.

## شركة نيتسكيب للاتصالات & مؤسسة موزيلا
في نوفمبر 1994، تم تعيين بيكر واحدة من أول موظفي القسم القانوني بمؤسسة نتسكيب للاتصالات. من خلال تقديم التقارير المباشرة إلى المدير التنفيذي جيم باركسديل، أعدا معاً الإدارة الأولية. تولت بيكر حماية الملكية الفكرية، والمسائل القانونية المتعلقة بتطوير الإنتاج، بالإضافة إلى تقديم التقارير إلى المستشار العام. وفضلًا عن ذلك، قامت بيكر بإنشاء وإدارة المجموعة التقنية التابعة للقسم القانوني بالشركة. كما كانت من المشاركين في مشروع موزيلا منذ البداية عن طريق وضع تراخيص موزيلا العام، ونيتسكب على حد سواء. وفي فبراير 1999، تقلدت بيكر منصب المدير العام لشركة موزيلا، القسم من شركة نتسكب المسئول عن المساهمة في مشاريع موزيلا مفتوحة المصدر. خلال إحدى حملات تسريح الموظفين في شركة أمريكا أون لاين أو إيه أو إل، تم الاستغناء عنها ثم تسريحها فيما بعد من شركة نتسكيب عام 2001. وعلى الرغم من ذلك، وصلت بيكر مهام عملها كمديرة مؤسسة موزيلا، على أساس تطوعي.

## مؤسسة التطبيقات المفتوحة المصدر
في نوفمبر 2002، حصلت بيكر على وظيفى بمؤسسة التطبيقات مفتوحة المصدر التابعة لشركة موزيلا. ومن هذا المنصب، تمكنت بيكر من توجية العلاقات المجتمعية للمجموعة نحو الأفضل، ووحصولها على مقعد بمجلس إدارة بمؤسسة التطبيقات مفتوحة المصدر.

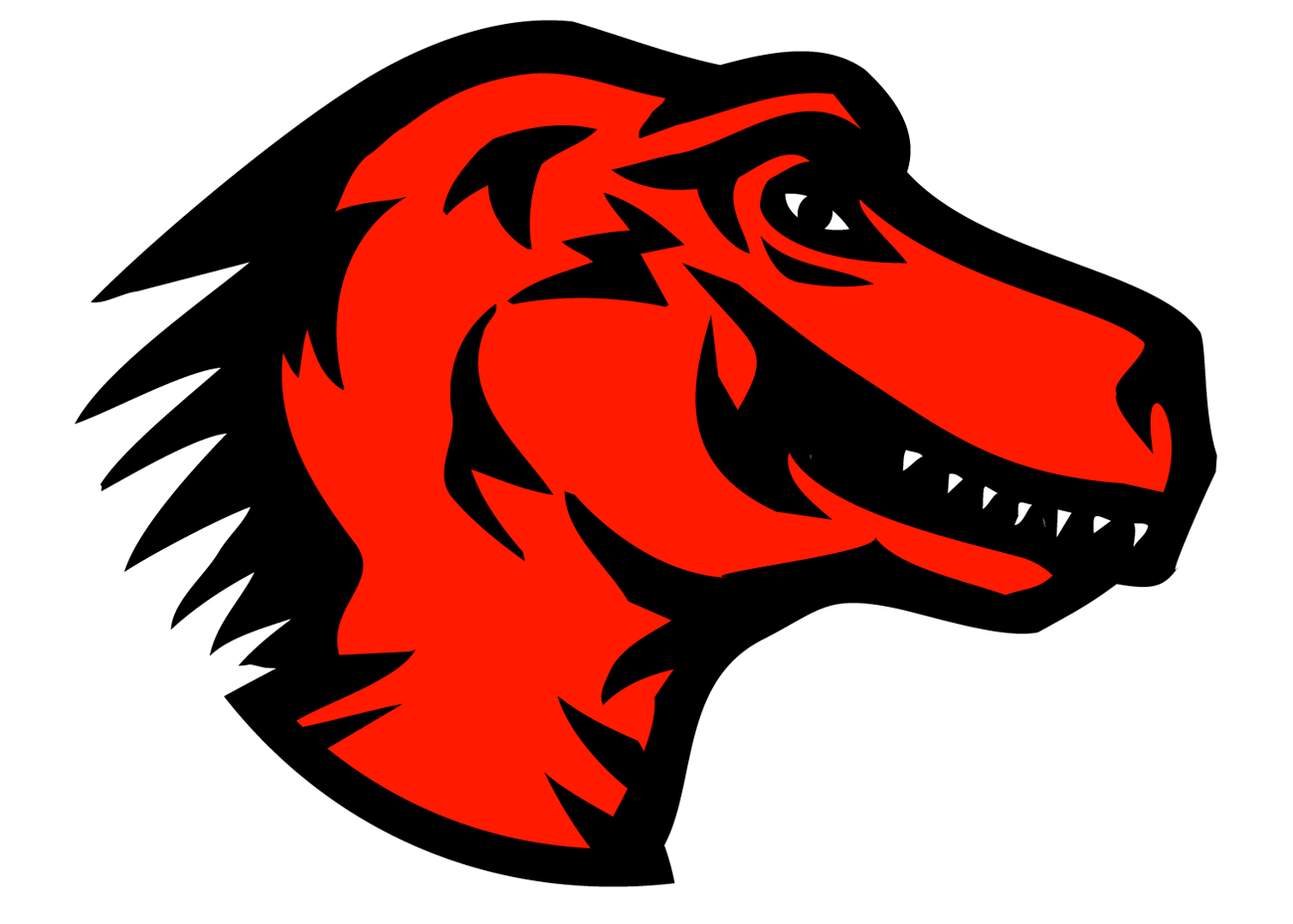
شعار مؤسسة موزيلا

ومنذ الوهلة الأولى، كرست بيكر جزء من وقتها للعمل على قضايا شركة موزيلا. لكن مع مرور الوقت، طغى عملها على قضايا شركة موزيلا على حساب عملها مؤسسة التطبيقات مفتوحة المصدر؛ مزمعة العودة إلى بالعمل كامل الوقت بشركة موزيلا في يناير 2005. ويشار إلى احتفاظها بمقعدها في مجلس إدارة مؤسسة التطبيقات مفتوحة المصدر.

## شركة موزيلا & مؤسسة موزيلا
لعبت بيكر دورًا محوريًا في ترسيخ أعمدة مؤسسة موزيلا، مؤسسة غير ربحية مستقلة انطلقت في 15 يوليو 2003؛ في الوقت نفسه الذي أغلقت فيه شركة أمريكا أون لاين فرع نتسكيب للمتصفح، وتقليص دورها بشكل هائل في مشروع موزيلا. صارت بيكر رئيس مؤسسة موزيلا، وعُينت ضمن مجلس الإدارة المكون من خمسة أفراد.

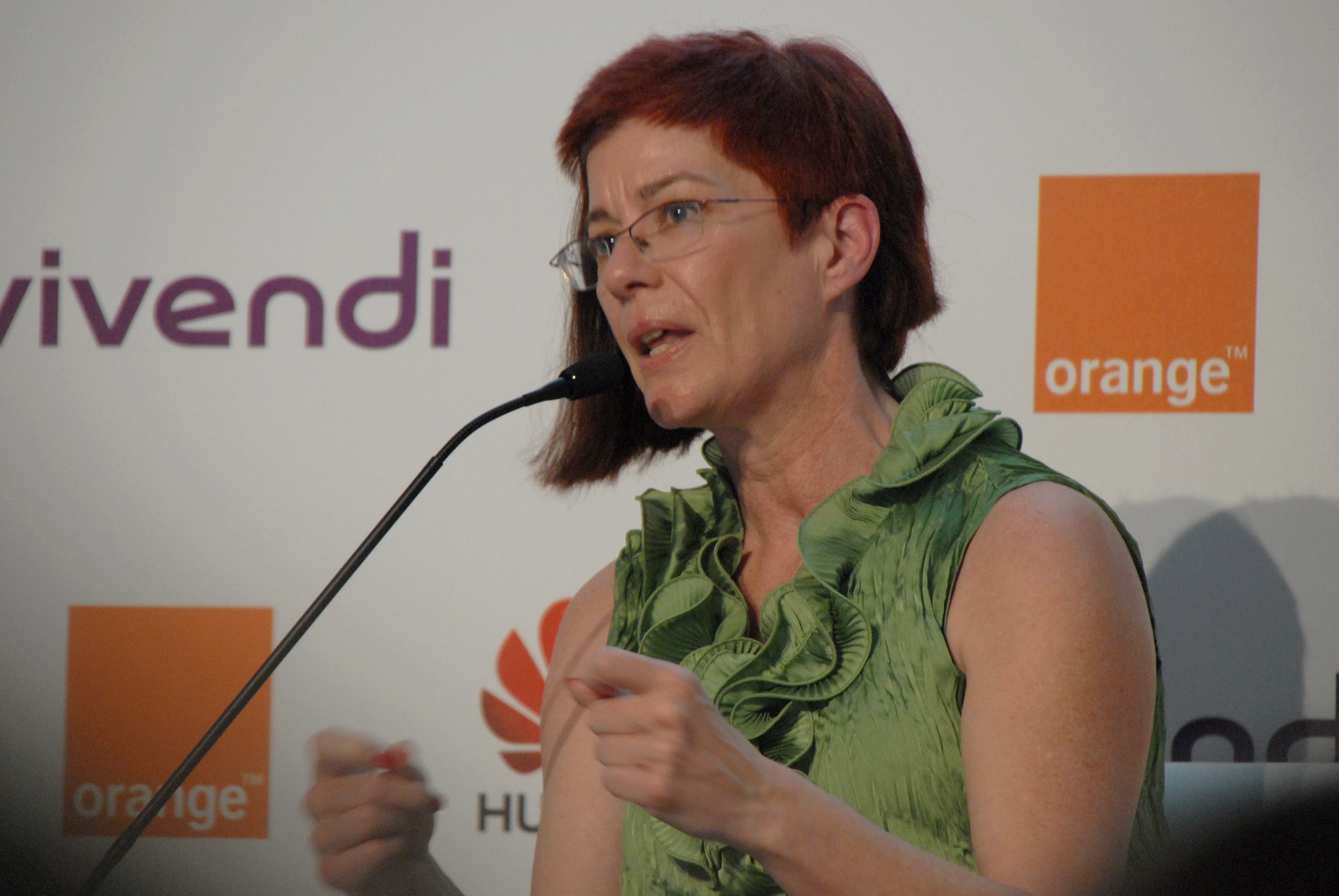
بيكر أثناء ورشة عمل في 25 مايو 2011

ولما صارت شركة موزيلا أحد فروع مؤسسة موزيلا، وخاضعة للضريبة في 3 أغسطس 2005، تم ترشيح بيكر لتولي مهام المدير التنفيذي للكيان الجديد. وعلاوة على ذلك، انضمت بيكر إلى مجلس إدارة شركة موزيلا، مع احتفاظها بمقعدها في مجلس الإدارة بالمؤسسة؛ فضلًا عن منصبها كرئيس الشركة. في 8 يناير 2008، أعلنت موزيلا أن بيكر، أثناء توليها منصب إدارة الشركة، ستترك منصبها كمديرة تنفيذية للمؤسسة؛ وأن الرئيس التنفيذي للعمليات بشركة موكو جون ليلي، سيتولى هذا المنصب خلفًا لها. كانت من ضمن الأسباب وراء هذا التغيير، نمو مؤسسة موزيلا السريع؛ الأمر الذي جعل من العسير أن يواصل المديرون التنفيذيون العمل في مناح عدة.
وأفادت تقارير حصول بيكر جراء عملها بالشركة على 500,000 دولار أميركي كراتب، والكثير من المزايا من عملها بأدوار مختلفة. Cohen, Noam (2007-11-12). "Will Success, or All That Money From Google, Spoil Firefox?". The New York Times. Retrieved 2010-05-12.

## تكريم وتقدير دولي
جاءت بيكر ضمن تصنيف مجلة التايم لأفضل 100 عام 2005، مدرجة في قسم «العلماء والمفكرين». وفي عام 2009، تلقت بيكر جائزة «رؤية» للأثر الاجتماعي التابعة لمعهد أنيتا بورج. وفي 2012، صارت بيكر عضوةً بقاعة مشاهير الإنترنت بمساعدة جمعية الإنترنت.

## حياتها الشخصية
بيكر متزوجة من كيسي دون، وهي أم لابن واحد.

## مقولات
- «يعتقد الكثير من الناس أن المشاريع مفتوحة المصدر مبنية على العشوائية والفوضوية؛ يعتقدون أن مطوريها يلقون أكوادها بلا ضابط في قاعدتها وينتظرون ما سيحدث».
- «أعني، أن من يرد العيش منتبهًا، على الأقل لا أريد أن أعيش كل يوم منتبهًا للانتقام».
- «إن مشروع موزيلا هو كيان كبير العديد من التعليمات البرمجية، ويتميز بالتعقيد الشديد».
- «يحول المال الناس إلى شكاكين، خاصة وإن تواجد حولهم».

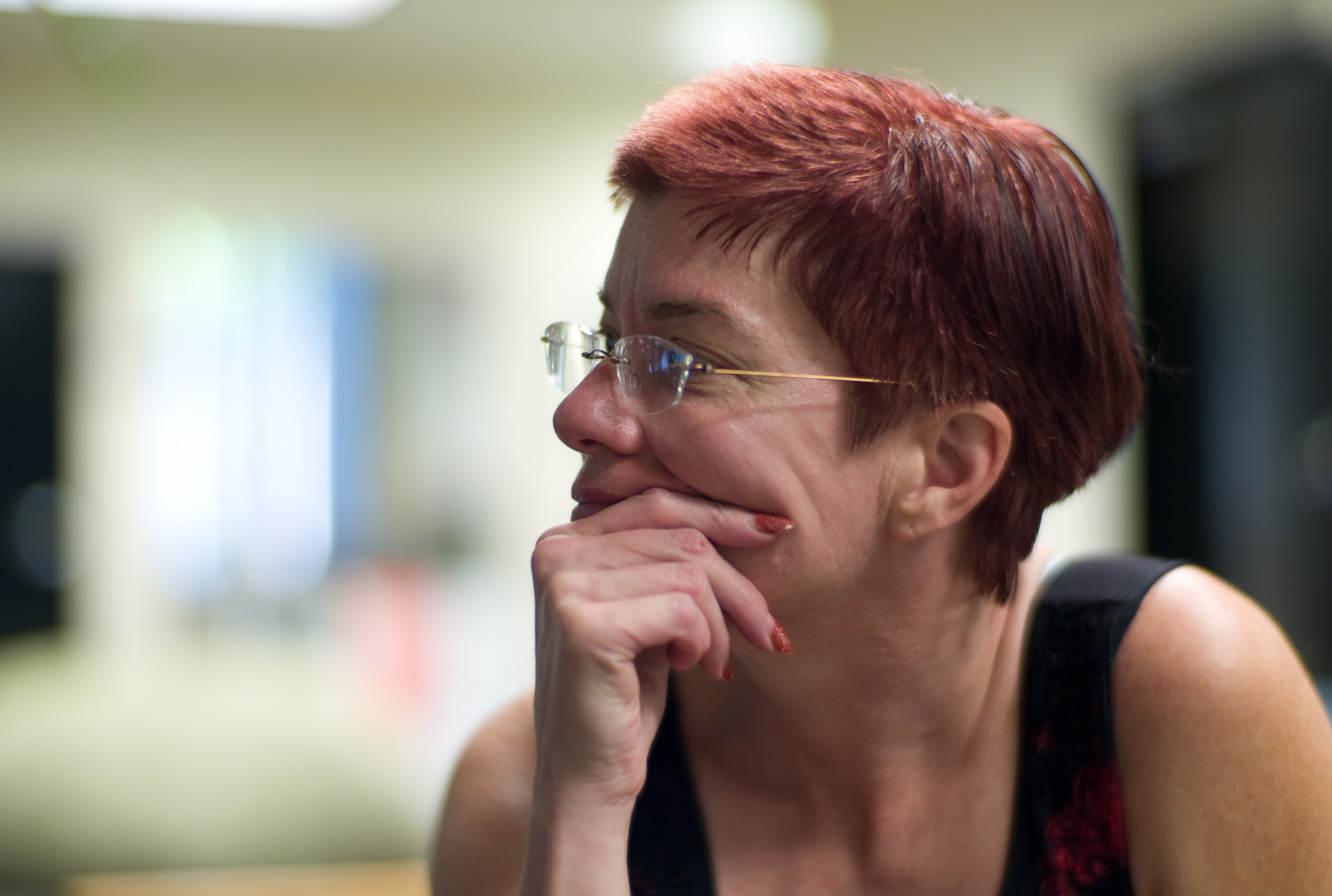
بيكر، 2008

- «خلق بعض الناس للتكنولوجيا، وأراهم كالفنانين».[20]
- «نبذل قصارى جهدنا لتطوير ملحقات بسيطة للغاية».
- «ما نملكه حاليًا 95 %، وما نفعله هو التنقيح».[21]
- «نعمل دائمًا على تطوير المشاريع في وقت مشحون بضغطً كبير، ونعمل دائمًا حيث تعتمد الكيانات التجارية بشكل كبير على البيانات في إطار زمني محدد».
- «بعد إعادة التنظيم، فإن مؤسسة موزيلا ستبدو مثل مؤسسة أباتشي بل وأكثر مما هي عليه».[22]
- «يرى الناس أنهم إذا ساعدوك على المشاركة ومتابعة مشاريعك، وتطوير متصفحك؛ فسترى أنت وملايين من الناس ثمار جهودك».
- «نعيش حقًا في مجتمع ينتج أشياءً مفيدةً».
- «تعد مؤسسة موزيلا مؤسسة مستقلة، غير ربحية».
- «مؤسسة موزيلا هي الطريق لمعرفتنا والتعامل معنا من أجل نعرفة كيف نعمل».
- «من الصعب جدًا أن يكون المنتج الذي تستخدمه مواكبًا للتغييرات».[23]